# Rugby a 7 ai Giochi olimpici
Il rugby a 7 è entrato a far parte dei Giochi olimpici a partire da Rio de Janeiro 2016, con un torneo maschile e uno femminile.
Dopo i precedenti tentativi infruttuosi fatti nel 2002 e nel 2005 per inserire questo sport all'interno del programma olimpico, la decisione finale favorevole è stata deliberata dal CIO durante la riunione di Copenaghen del 9 ottobre 2009 in cui la votazione per l'inclusione del rugby a 7 ha registrato 81 voti a favore e 8 contrari. Negli anni passati il rugby a 15 è stato presente in quattro edizioni dei Giochi olimpici, dal 1900 fino al 1924, anno della sua ultima apparizione nelle Olimpiadi.
Sia il torneo maschile che quello femminile sono formati da 12 squadre partecipanti, rappresentanti i diversi continenti.

## Edizioni
| Edizione | Anno | Città ospitante |
| -------- | ---- | --------------- |
| XXXI     | 2016 | Rio de Janeiro  |
| XXXII    | 2020 | Tokyo           |
| XXXIII   | 2024 | Parigi          |

## Risultati

### Torneo maschile
| Edizione            | Podio   | Podio         | Podio     |
| Anno                | Oro     | Argento       | Bronzo    |
| ------------------- | ------- | ------------- | --------- |
| Rio de Janeiro 2016 | Figi    | Gran Bretagna | Sudafrica |
| Tokyo 2020          | Figi    | Nuova Zelanda | Argentina |
| Parigi 2024         | Francia | Figi          | Sudafrica |

### Torneo femminile
| Edizione            | Podio         | Podio         | Podio       |
| Anno                | Oro           | Argento       | Bronzo      |
| ------------------- | ------------- | ------------- | ----------- |
| Rio de Janeiro 2016 | Australia     | Nuova Zelanda | Canada      |
| Tokyo 2020          | Nuova Zelanda | Francia       | Figi        |
| Parigi 2024         | Nuova Zelanda | Canada        | Stati Uniti |

## Medagliere

### Torneo maschile
| Pos | Nazione       | Oro | Argento | Bronzo | Totale |
| --- | ------------- | --- | ------- | ------ | ------ |
| 1   | Figi          | 2   | 1       | 0      | 3      |
| 2   | Francia       | 1   | 0       | 0      | 1      |
| 3   | Gran Bretagna | 0   | 1       | 0      | 1      |
| 3   | Nuova Zelanda | 0   | 1       | 0      | 1      |
| 4   | Sudafrica     | 0   | 0       | 2      | 2      |
| 5   | Argentina     | 0   | 0       | 1      | 1      |

### Torneo femminile
| Pos | Nazione       | Oro | Argento | Bronzo | Totale |
| --- | ------------- | --- | ------- | ------ | ------ |
| 1   | Nuova Zelanda | 2   | 1       | 0      | 3      |
| 2   | Australia     | 1   | 0       | 0      | 1      |
| 3   | Canada        | 0   | 1       | 1      | 2      |
| 4   | Francia       | 0   | 1       | 0      | 1      |
| 5   | Figi          | 0   | 0       | 1      | 1      |
| 5   | Stati Uniti   | 0   | 0       | 1      | 1      |